# Vodní nádrž Bystřička
Vodní nádrž Bystřička je údolní nádrž na potoku Bystřička poblíž obce Bystřička na Valašsku, v zalesněném kopcovitém terénu asi 7 km jihovýchodně od Valašského Meziříčí. Má rozlohu 38 ha. Hráz se nachází na území obce Bystřička (katastrální území Bystřička I), vodní nádrž zasahuje i do území Velké Lhoty a malým územím u počátku vzdutí též do území obce Malá Bystřice.

## Přehrada

### Pobřeží, dno
Břehy jsou travnaté a podél nich rostou stromy. Nachází se tu i písečná pláž s mírným poklesem bahnitého dna. Mimo pláž klesá dno prudce až ke 12 m.

### Popis hráze
Hráz je postavená z kamenného zdiva a je to hráz gravitační. Přesněji z lomového kamene zděného na cementovou maltu a se základem z prostého betonu. Ční do výšky 37,4 m a táhne se 170 m do šířky, což bylo na tehdejší dobu zcela nevídané. Šířka hráze v patě je 28,7 m. Koruna hráze je široká 4,6 m a slouží jako komunikace pro pěší. Z pohledu půdorysu dělá koruna hráze oblouk o poloměru 135 metrů. Základy hráze jsou vybudovány z prostého betonu. Nosná konstrukce hráze je vyzděna z neopracovaného pískovce kladeného na cementovou maltu, obklad je vyzděn z opracovaného pískovce a moravské droby v tloušťce 1 až 3 m. Těsnění v horní části návodní strany se nachází uvnitř obkladní vrstvy, je provedeno nátěrem siderostonovou lubrosou tloušťky 0,5 cm na omítku tloušťky 2 cm. Těsnění spodní části návodní strany je zajištěno oponou z udusaného jílu tloušťky 150 cm. V patě hráze se nachází spodní výpusť DN 1200, která je uzavíraná tabulí a klapkou a průtok v ní je regulován rozstřikovacím provozním uzávěrem. Dále se zde náchází hospodářská výpusť DN 200 uzavíraná dvěma šoupátky a vodní elektrárna s dvěma Bánkiho turbínami o výkonu 68,7 kW a 13,65 kW.  
Vypouštěcí věž, vypouštěcí štola a bezpečnostní přeliv jsou umístěny na levém břehu nádrže ve vzdálenost 100 až 150 metrů od hráze. Bezpečnostní přeliv má délku přelivné hrany 43 m a výšku 3,4 m, pod ním je o 220 centimetrů níže uklidňovací bazén. Na něj navazuje kaskáda z 20 stupňů, každý o 125 centimetrů níže a široký 14 metrů. Poslední stupeň v kaskádě je vysoký 3 metry a má vývařiště vypouštěcí štoly. Ražená betonová vypouštěcí štola je 174 m dlouhá, 3,27 m vysoká a 2,88 m široká. Uvnitř se nachází dvojice ocelových potrubí DN 700 délky 26 m. Uzavírání vypouštěcí štoly je zajištěno dvěma návodními klínovými šoupátky a dvěma provozními klínovými šoupátky.

## Využití
Dnes je hlavní využití nádrže již čistě rekreační, i když období své největší slávy a popularity již má za sebou. V jejím okolí vyrostlo bezpočet chat a rekreačních středisek, které každoročně lákají spousty návštěvníků. Přehradní nádrž se taktéž využívá pro sportovní a rekreační rybaření. V neposlední řadě se také využívá k výrobě elektrické energie, její maximální výkon je 66 kW. Malý objem nádrže je důvod pro nepřímé nadlepšení množství vody ve Vsetínské Bečvě (logicky dál pod jejím soutokem s Bystřičkou, na které je tato hráz postavena).

## Historie

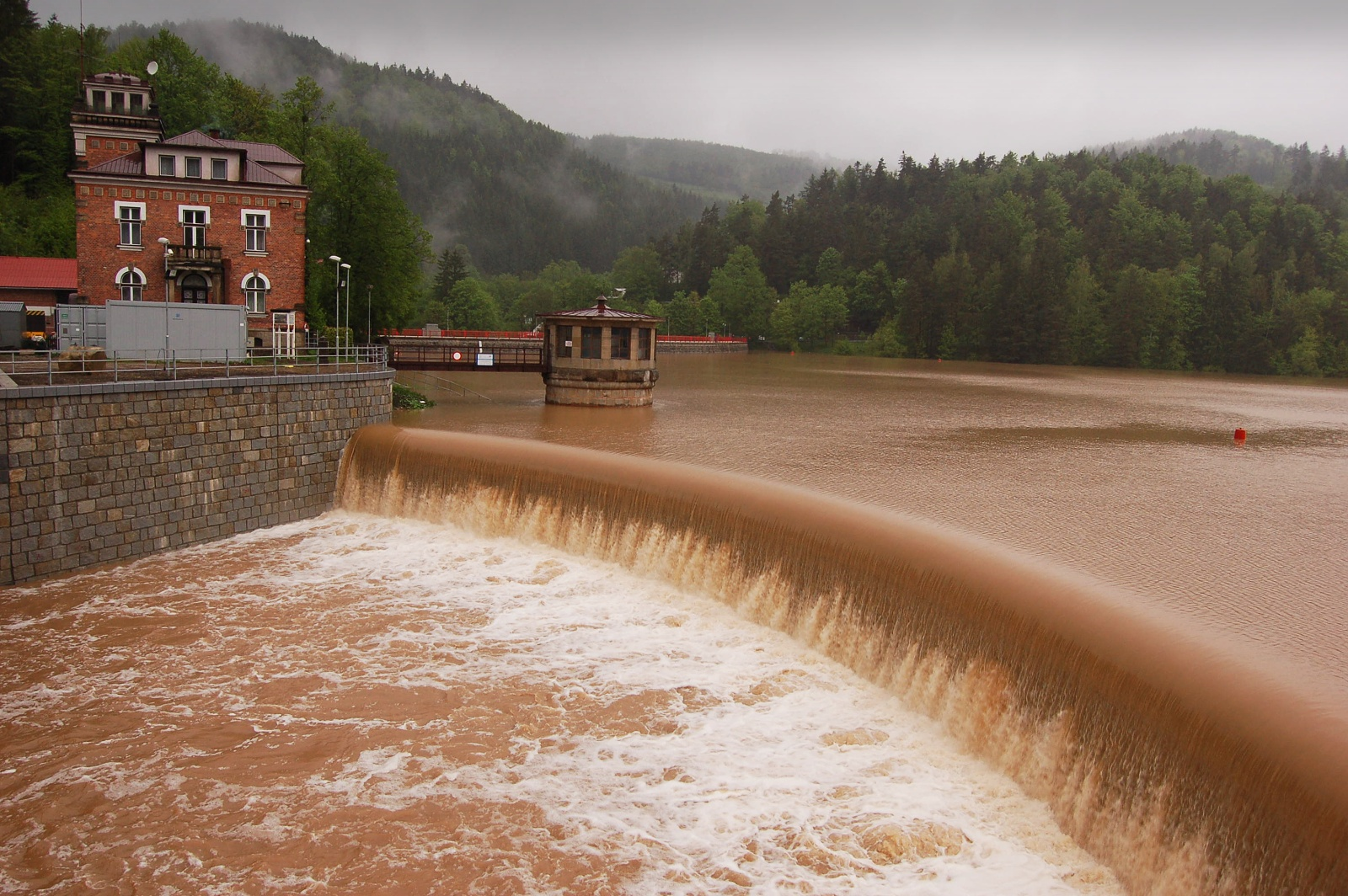
Vodní nádrž Bystřička během povodně v roce 2010

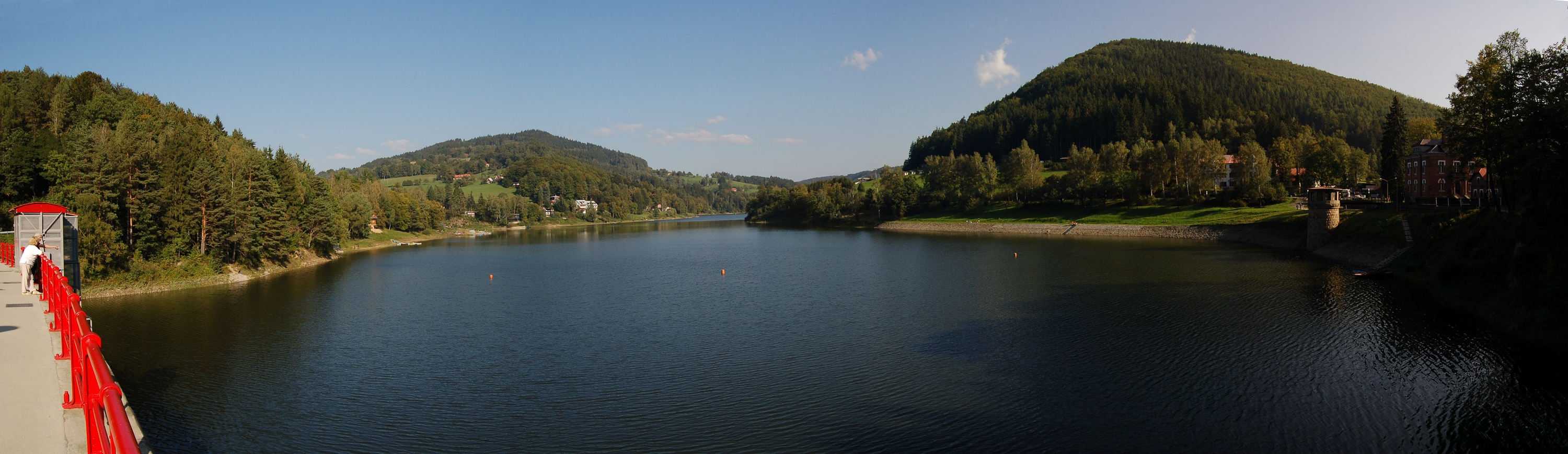
Panorama přehrady Bystřička

Byla postavena mezi lety 1907 až 1912 a je to proto jedna z nejstarších přehradních hrází v České republice a zároveň nejstarší přehradou na povodí řeky Moravy (nad jejím soutokem s Dyjí) a její prvotní využití mělo být, jako zásobárna vody pro budoucí plavební kanál spojující Dunaj, Odru a Labe, který však nikdy nebyl realizován. Druhotným důvodem pro stavbu přehrady byla ochrana proti povodním. Projekt přehrady vytvořil vídeňský inženýr a stavební rada Emil Grohman spolu s architektem Brangemem. Stavba hráze trvala 2 roky, provedla ji firma Rabas, Kosina a Weiner. Ještě před stavbou byla postavena správní budova, která dodnes slouží pro provoz přehrady. Cena stavby se vyšplhala až k asi 7 milionům předválečných korun. Před hlavní stavbou hráze byla v levém břehu vyražena vypouštěcí štola a 54 metrů dlouhá obtoková pomocná štola, která sloužila pro to, aby voda z řeky netekla skrz stavbu. Aby opravdu netekla žádná voda skrz stavbu, tak byla přes celé údolí postavena 5 metrů vysoká dočasná zděná hráz. Po dokončení hráze byla obtoková štola zazděna do hloubky 17 metrů. Veškeré práce byly na přehradě prováděny ručně a nebo s použitím jednoduchých strojů bez větší mechanizace. Nosná konstrukce byla vyzděna z neopracovaného pískovce, který byl těžen v kamenolomu nedaleko od hráze a byl dopravován na stavbu pomocí dočasné úzkokolejné dráhy. Obklad hráze byl vyzděn z opracovaného pískovce z lomu v Chvalčově v Hostýnských vrších a z moravské droby z lomu v Hrabůvce v Oderských vrších. Využití přehrada však brzy našla jako vyhlášené rekreační středisko, především díky okolní malebné krajině.

### Rekonstrukce a modernizace
V letech 1960 až 1961 proběhla modernizace výpustních zařízení.
V letech 1964 až 1967 proběhla generální rekonstrukce a v roce 1967 byla hráz posílena z důvodu zamezení průsaku a zlepšení stability dodatečně posílena cementovou směsí.
V letech 1992 až 1993 byla u spodní výpusti v patě hráze postavena vodní elektrárna s dvěma Bánkiho turbínami o výkonu 68,7 kW a 13,65 kW.
V letech 2001 až 2003 byla provedena rekonstrukce koruny hráze. Nádrž během této byla také vypuštěna a odbahněna. Bylo to první odbahnění od výstavby hráze, proto tato akce vedla k výraznému zlepšení kvality vody.
V letech 2004 až 2005 proběhla dosud největší rekonstrukce hráze.

## Zajímavosti
Hráz a přehrada jsou kulturní památkou České republiky. Je to velmi rozsáhlý komplex zařízení s jednotným architektonickým stylem, který převládal mezi 19. a 20. stoletím. V roce 2003 Ministerstvem kultury České republiky přidána na seznam kulturních památek.